# Meridiano 36 E
O meridiano 36 E é um meridiano que, partindo do Polo Norte, atravessa o Oceano Ártico, Europa, Ásia, África, Oceano Índico, Oceano Antártico, Antártida e chega ao Polo Sul. Forma um círculo máximo com o Meridiano 144 W.
Começando no Polo Norte, o meridiano 36º Este tem os seguintes cruzamentos:
| País, território ou mar | Notas                                                                 |
| ----------------------- | --------------------------------------------------------------------- |
| Oceano Ártico           |                                                                       |
| Mar de Barents          | Passa a oeste da Ilha Victoria. Rússia                                |
| Rússia                  | Península de Kola                                                     |
| Mar Branco              |                                                                       |
| Rússia                  | Ilhas Solovetsky                                                      |
| Mar Branco              |                                                                       |
| Rússia                  | Passa no Lago Onega                                                   |
| Ucrânia                 |                                                                       |
| Mar de Azov             |                                                                       |
| Ucrânia                 | Crimeia                                                               |
| Mar Negro               |                                                                       |
| Turquia                 |                                                                       |
| Mar Mediterrâneo        | Golfo de Iskenderun                                                   |
| Turquia                 |                                                                       |
| Síria                   |                                                                       |
| Líbano                  |                                                                       |
| Síria                   | Cerca de 11 km                                                        |
| Líbano                  | Cerca de 10 km                                                        |
| Síria                   |                                                                       |
| Jordânia                | Passa a leste de Amã                                                  |
| Arábia Saudita          |                                                                       |
| Mar Vermelho            | Passa a oeste da Ilha Rochosa, Egito                                  |
| Triângulo de Hala'ib    | Território disputado, controlado pelo Sudão e reivindicado pelo Egito |
| Sudão                   |                                                                       |
| Etiópia                 | A fronteira Etiópia-Quénia passa no Lago Turkana                      |
| Quênia                  |                                                                       |
| Tanzânia                |                                                                       |
| Moçambique              |                                                                       |
| Oceano Índico           |                                                                       |
| Oceano Antártico        |                                                                       |
| Antártida               | Terra da Rainha Maud, reivindicada pela Noruega                       |